# 朴桂範
朴桂範（パク・ケボム、韓国語：박계범、1996年1月11日 - ）は、大韓民国の全羅南道 順天市出身のプロ野球選手（内野手）。

## 経歴

### アマチュア時代
高校時代から送球がよい遊撃手として評価を受けていた。
2014年のドラフトで三星ライオンズから2次指名を受け、入団。

### 三星時代
ルーキーイヤーの2014年は一軍出場がなく、二軍生活に終止した。同年の二軍成績は13試合に出場して打率1割台、2安打、1打点、0盗塁。
2015年6月14日に張洹三と入れ替わりで初めて一軍昇格を果たした。しかし試合に出場はできず、6月19日に金正奕の昇格に伴いエントリーを抹消された。7月3日にも再び一軍に上がったがこの時も試合に出るチャンスは与えられず、数日後に尹栄洙と入れ替わりで二軍に降りた。
そして3回目の一軍昇格機会となった9月1日から2日後のSKワイバーンズ戦で守備固めとして初出場を達成した。9月27日に林玄埈と共に二軍に落ち、二軍の最終成績は76試合に出場して打率3割台、49安打、2本塁打、11盗塁。
2016年は二軍で一番打者として起用されるようになり、61試合に出場して打率3割台、65安打、1本塁打、29打点、8盗塁の成績を残した。しかし一軍では5試合の出場にとどまり、打席入りはしなかった。
シーズン後、同僚の崔善浩、金城漢とともに兵役遂行のため尚武と契約。尚武では本職の遊撃手のほか、二塁手や三塁手としても起用された。
2018年に除隊されチームに復帰した。
2019年4月18日に孫周忍に代わって一軍に昇格すると、同日のキウム・ヒーローズ戦に9番遊撃手で初先発出場。そしてその試合では初安打を含む5打数3安打2打点と活躍した。シーズンを通じては58試合に出場。
2020年はさらに出場機会が増え、80試合に出場した。

### 斗山時代
シーズン後の12月22日にFA権を行使して三星に移籍した呉在一の人的補償選手として指名され、斗山ベアーズに移籍することが発表された。
同年の後半戦最初の競技となった8月11日の三星ライオンズ戦では「8番・遊撃手」で先発出場し、6回に左越3ラン本塁打を放った。この競技には同じく今期斗山に新入団した姜勝淏と梁碩桓も先発出場して本塁打を打っており、3人で6安打3本塁打6打点と大活躍した。そして最終的には年間を通して一軍に帯同し、自己最多となる118試合に出場した。

## 詳細情報

### 年度別打撃成績
| 年 度    | 球 団    | 試 合 | 打 席 | 打 数 | 得 点 | 安 打 | 二 塁 打 | 三 塁 打 | 本 塁 打 | 塁 打 | 打 点 | 盗 塁 | 盗 塁 死 | 犠 打 | 犠 飛 | 四 球 | 敬 遠 | 死 球 | 三 振 | 併 殺 打 | 打 率 | 出 塁 率 | 長 打 率 | O P S |
| -------- | -------- | ----- | ----- | ----- | ----- | ----- | -------- | -------- | -------- | ----- | ----- | ----- | -------- | ----- | ----- | ----- | ----- | ----- | ----- | -------- | ----- | -------- | -------- | ----- |
| 2019     | サムスン | 58    | 204   | 168   | 26    | 43    | 8        | 1        | 4        | 65    | 25    | 5     | 1        | 6     | 3     | 22    | 0     | 5     | 45    | 7        | .256  | .354     | .387     | .741  |
| 2020     | サムスン | 80    | 175   | 164   | 21    | 32    | 7        | 0        | 3        | 48    | 16    | 3     | 2        | 3     | 1     | 7     | 0     | 0     | 42    | 3        | .195  | .227     | .293     | .520  |
| 2021     | 斗山     | 118   | 385   | 322   | 44    | 86    | 12       | 1        | 5        | 115   | 46    | 4     | 3        | 7     | 3     | 44    | 0     | 9     | 68    | 8        | .267  | .368     | .357     | .725  |
| 2022     | 斗山     | 77    | 168   | 145   | 21    | 32    | 8        | 0        | 2        | 46    | 14    | 5     | 3        | 6     | 2     | 12    | 1     | 3     | 40    | 1        | .221  | .290     | .317     | .607  |
| 2023     | 斗山     | 78    | 194   | 169   | 18    | 37    | 6        | 0        | 2        | 49    | 15    | 2     | 2        | 5     | 3     | 15    | 1     | 2     | 44    | 4        | .219  | .286     | .290     | .576  |
| 2024     | 斗山     | 24    | 20    | 15    | 5     | 3     | 1        | 0        | 0        | 4     | 0     | 1     | 0        | 0     | 0     | 5     | 0     | 0     | 7     | 2        | .200  | .400     | .267     | .667  |
| KBO：6年 | KBO：6年 | 443   | 1146  | 983   | 136   | 233   | 42       | 2        | 16       | 327   | 116   | 20    | 11       | 27    | 12    | 105   | 2     | 19    | 246   | 25       | .237  | .319     | .333     | .652  |

- 2024年度シーズン終了時

### 背番号
- 68 （2014年 - 2016年）
- 14 （2019年 - ）